# Barca solare di Cheope

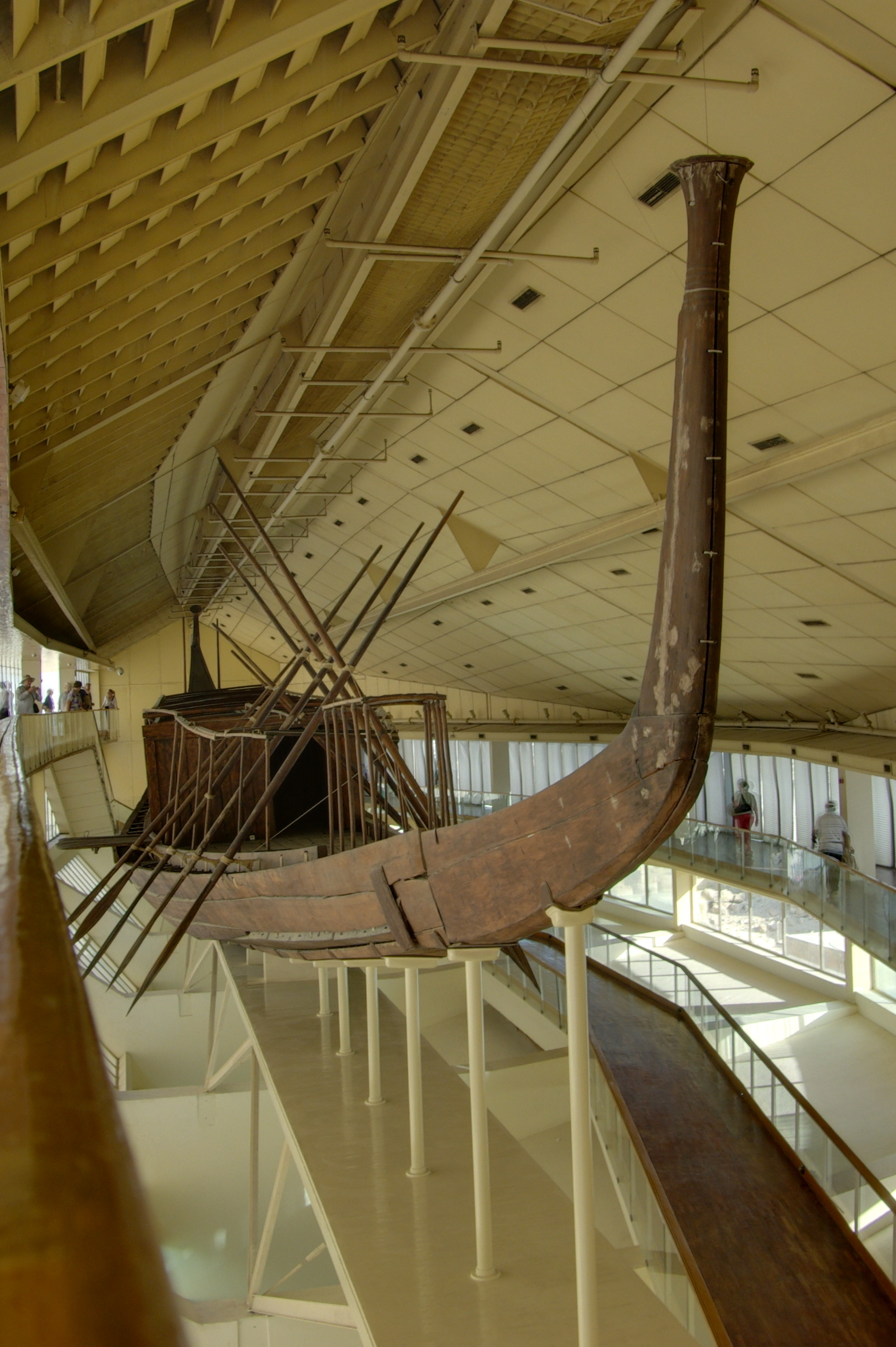
La barca solare

La barca solare di Cheope è una delle imbarcazioni più antiche del mondo.

## Storia
La Barca Solare fu scoperta dagli archeologi nel 1954 nella piana di Giza, in una fossa sul lato sud della Grande piramide. Racchiusa in una camera ermeticamente sigillata, la barca era scomposta in 1224 pezzi, il cui legno si è conservato intatto per più di 4600 anni. 
Per ricostruirla sono occorsi 13 anni. Lunga circa 43 metri, ha cinque remi per lato più due a poppa, con funzione di timoni e, dal 1982 al 2021, è stata esposta nel museo creato appositamente a fianco della piramide e progettato dall'architetto italiano Franco Minissi.
Nell'agosto del 2021 è stata spostata al Grande museo egizio.
Poco dopo fu scoperta un'altra barca che però, a causa delle cattive condizioni di conservazione, è stata lasciata all'interno della fossa navicolare originaria.
La barca è lunga 45 metri per 6 metri di larghezza.

## Problemi ancora irrisolti
Una delle domande alle quali si è cercato, tuttora inutilmente, di dare risposta è quale fosse la funzione di queste imbarcazioni. Nei rilievi dell'Antico Egitto sono spesso raffigurate barche simili. In una tomba di Deir el-Bersha è stato trovato un modello di barca che reca la riproduzione di una mummia in viaggio verso la sepoltura. 
Gli egittologi propendono nel credere che anche il sovrano Cheope sia stato trasportato verso la tomba su un'imbarcazione funeraria simile (in effetti sembrerebbe che la barca sia stata usata in navigazione).

Resta comunque il problema per quale motivo sarebbe stata sepolta a così poca distanza da un'altra barca dello stesso tipo. E, inoltre, perché tagliarla in 1224 pezzi invece di seppellirla intera? Anche a questi interrogativi non si è riusciti a dare una risposta, considerando anche che le “barche solari” sono presenti fin dalle prime dinastie e si ritrovano anche nella IV; mancano, invece, completamente nella III (Huni), e nel primo sovrano della IV dinastia (Snefru).

## Simbologia religiosa
Volendo dare un significato religioso e simbolico alla tumulazione della barca, sorgono alcuni problemi. 
I "Testi delle piramidi", scritti a partire dalla fine della V dinastia, fanno riferimento a due visioni dell'oltretomba egizio. La prima, quella più antica e risalente alla I dinastia, descrive una rinascita stellare del sovrano e del fatto che il suo ka sarebbe diventato un "Luminoso" della Duat, come una stella della costellazione di Orione. 

La seconda espone, invece, il nuovo credo religioso, che indicava l'oltretomba ad occidente, dove ogni giorno il Sole personificato nel Dio Atum tramonta. È evidente che i testi delle piramidi risentono della teologia di Ra e del credo che il sovrano, dopo la sua rinascita, avrebbe seguito l'orbita del Sole in processione dietro le barche sacre degli dei. 
Tutti gli egittologi sono concordi nel ritenere che questo culto diventò importante soprattutto con Chefren, quarto sovrano della IV dinastia. Viene, dunque, a cadere l'ipotesi della "barca solare"; infatti, se prima di Chefren le anime dei sovrani erano destinate, come dicono i "Testi delle piramidi", a volare nella Duat, nella regione di Orione, per rinascere luminosi come stelle, riesce difficile definire il ruolo di una “barca solare”.

Allo stato attuale delle conoscenze, legate alla casualità dei ritrovamenti archeologici, l'egittologia non è in grado di dare risposte certe.

## Galleria d'immagini

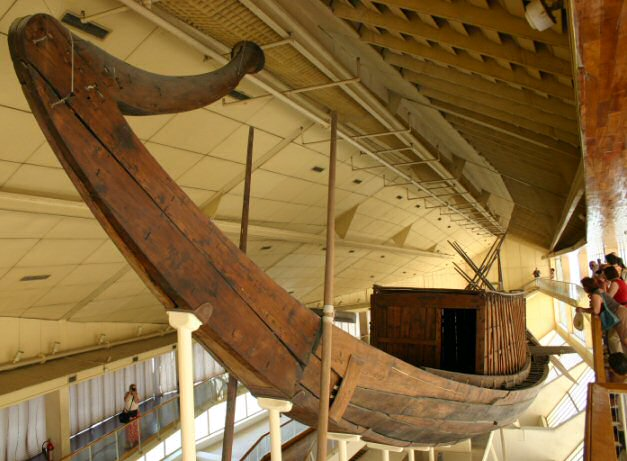
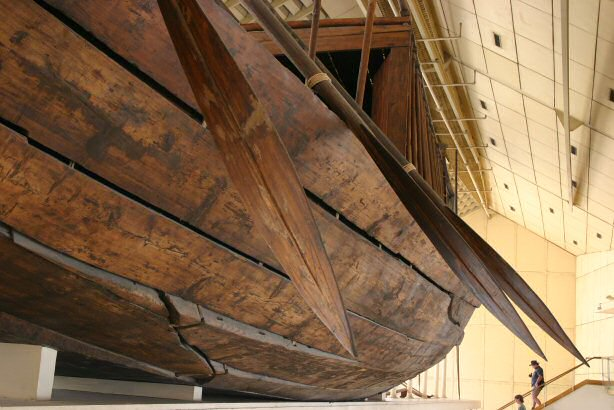
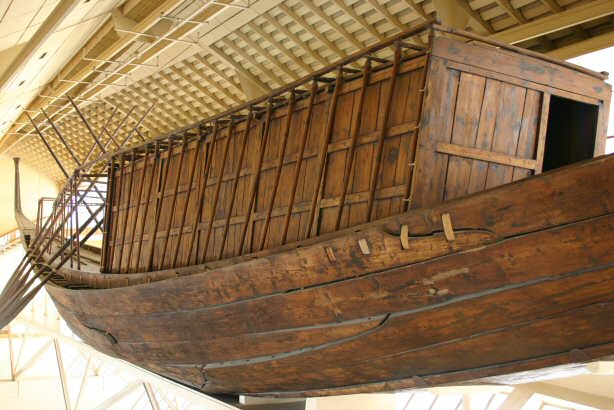
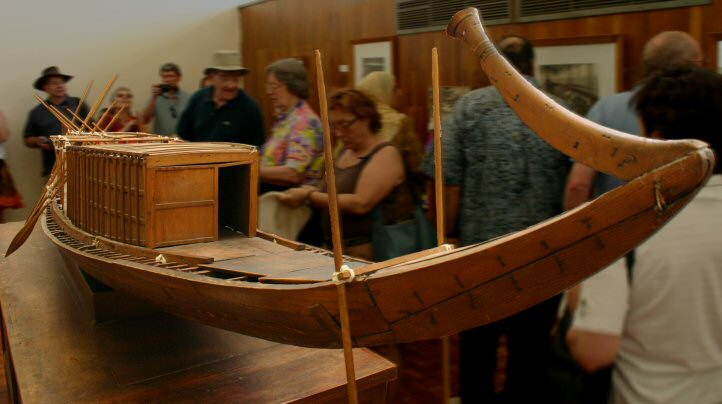
modellino
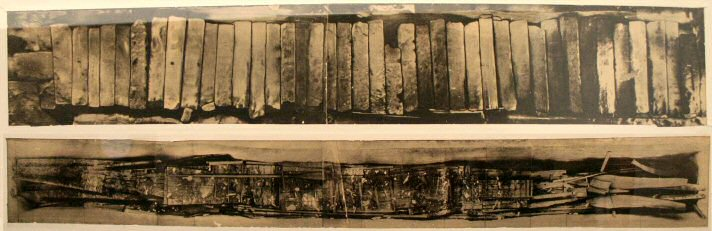
Al momento della scoperta
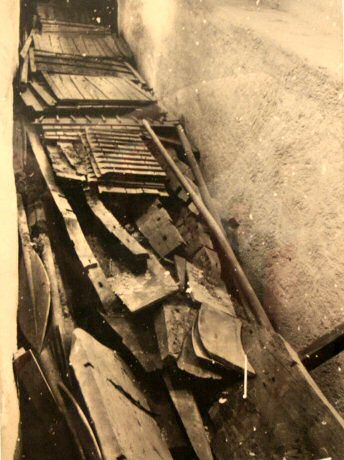
Al momento della scoperta
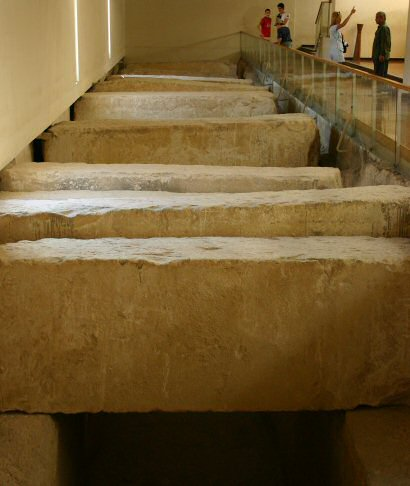
La galleria